# هبنقة
يَزِيدُ بْنُ ثَرْوَانَ القَيْسِيُّ، ويُقَالُ يَزِيدُ بْنُ مَرْوَانَ، المعروف بـهَبَنَّقَة، وهو المُلَقَّبُ بـذِي الوَدَعَاتِ (لأنه كان يحمل قلادة من وَدَعٍ وعِظَامٍ وخَزَفٍ في عُنُقِه)، ويُكَنَّى أَبَا نَافِع، وهو أحد بني قيس بن ثعلبة، يقال عنه أنه من أعيا العرب، ويُضْرَبُ بِهِ المَثَلُ في الحُمْقِ. ولابن الجوزي، في كتابه أخبار الحمقى والمغفلين، أخبار كثيرة عنه منها:
- من حمقه انه جعل في عنقه قلادة من وَدَعٍ وعظام وخزف وقال أخشى أن أضل نفسي ففعلت ذلك لاعرفها به فحولت القلادة ذات ليلة من عنقه لعنق أخيه فلما أصبح قال يا أخي أنت أنا فمن أنا.[3]
- مرة أضل بعيرا فجعل ينادى من وجده فهو له فقيل له فلم تنشده[هامش 2] قال فأين حلاوة الوجدان.[هامش 3] وفي رواية من وجده فله عشرة فقيل له لم فعلت هذا قال للوجدان حلاوة في القلب.[3]
- واختصمت طفاوة وبنو راسب[هامش 4] في رجل ادعى كل فريق انه في عرافتهم[هامش 5] فقال هبنقة حكمه أن يلقى في الماء فان طفا فهو من طفاوة وإن رسب فهو من راسب قال الرجل إن كان الحكم هذا فقد زهدت في الديوان.[3]
- وكانوا إذا رعى غنما جعل يختار المراعي للسمان[هامش 6] وينحي المهازيل[هامش 7] ويقول لا أصلح ما أفسده الله.[3]

## الأمثال التي ضُرِبَتْ به
| ” | أَحْمَقُ مِنْ هَبَنَّقَةَ | “ |

| ” | أَرْوَى مِنْ بَكْرِ هَبَنَّقَةَ | “ |

ذلك أن بَكْرَه كان يصدر عن الماء مع الصادر وقد روي، ثم يرد مع الوارد قبل أن يصل إلى الكلأ.

## شرح المفردات
1. ↑  الوَدْعَةُ أو الوَدَعَةُ (ج: وَدَعَاتٌ)  هي خَرَزٌ بِيضٌ تُخْرَجُ مِنَ البَحْرِ بَيْضاء، شَقُّها كشَقِّ النَّوَاةِ، تُعَلَّقُ لِدَفْعِ العَيْنِ.
2. ↑  تنشده: أي تطلبه وتبحث عنه
3. ↑  الوجدان : أي أن تجد الشيء بعد ضياعه منك
4. ↑  هما قبيلتان
5. ↑  أي من ساداتهم ووجهائهم
6. ↑  أي المراعي ذات العشب للغنم السمينة
7. ↑  أي لا يدع الضعيفة من الغنم ترعى في المراعي ذات العشب مع السمينة
8. ↑  البَكْرُ: الفَتِيُّ من الإِبِل بمنزلة الغلام من الناس، والأُنْثَى بَكْرَةٌ.